# جندابة
جندابة هي قرية في مقاطعة أصفهان، إيران. عدد سكان هذه القرية هو 391 في سنة 2006.